# Love (Das-B-Album)
Love ist ein Musikalbum von Das B. Die im Oktober und November 2022 in den Brief Sand Studios, Berlin, entstandenen Aufnahmen erschienen am 30. Mai 2025 auf Corbett vs. Dempsey und Thanatosis Records.

## Hintergrund
Love ist das zweite Album des Berliner Quartetts Das B – bestehend aus dem libanesischen Trompeter Mazen Kerbaj, der deutschen Pianistin Magda Mayas, ihrem Partner, dem australischen Schlagzeuger Tony Buck (von The Necks), und dem ebenfalls australischen Kontrabassisten Mike Majowski. Das Album Love ist eine Dekonstruktion und Rekonstruktion von John Coltranes ikonischem Album A Love Supreme (erschienen auf Impulse! Records 1965), einem Album, das die Klangsprachen von Kerbaj, Mayas, Buck und Majowski beeinflusste. 
Das B. wurde 2015 in Berlin gegründet, nachdem die vier Musiker in verschiedenen Konstellationen zusammengearbeitet hatten. Das Debütalbum der Gruppe trug den Titel Canopy (Topot, 2019). Das B äußert sich in den Liner Notes über Love: „Wir versuchen nicht, das Album [Coltranes] nachzubilden. Vielmehr haben wir das Track-Timing und die Instrumentalstruktur des Originalalbums sowie einige andere technische Aspekte wie Balance und Panning, das Vorkommen von Overdubs und die Klangfarbenbeziehungen innerhalb des Originals übernommen, um unser Tribut zu schaffen. Dies war unser Prozess, und unsere Idee war es, unsere Musik – die freie Improvisation – mit ihren Wurzeln im Jazz und Free Jazz zu verbinden.“

## Titelliste
- Das B: Love (thanatosis produktion THT40, Corbett vs. Dempsey CvsDCD117)[1]

1. Love 1 7:49
2. Love 2 7:21
3. Love 3 10:41
4. Love 4 7:05

Die Kompositionen stammen von Mazen Kerbaj, Magda Mayas, Mike Majkowski und Tony Buck.

## Rezeption

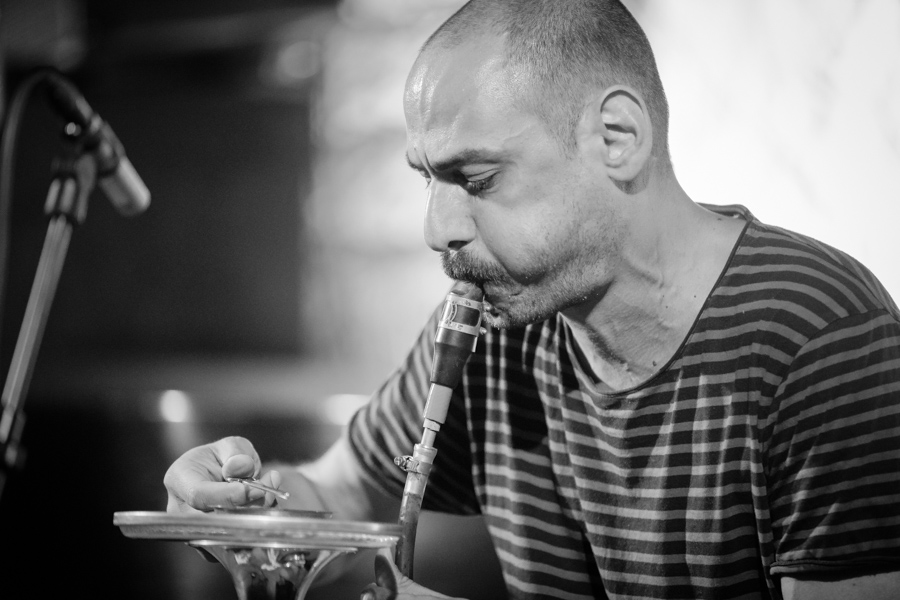
Mazen Kerbaj auf dem Kongsberg Jazzfestival 2018

Nach Ansicht von Eyal Hareuveni untergräbt das viersätzige, 33-minütige „Love“ (die Stücke tragen den Titel „Love“ 1–4) die gängige Vorstellung von Tribut oder Songbook. Es versuche weder, Coltranes hymnenhaften Melodien noch den Harmonien und Rhythmen seines klassischen Quartetts oder den ikonischen Rollen von Coltrane, McCoy Tyner, Jimmy Garrison und Elvin Jones zu folgen. Dennoch handele es sich um eine inspirierte Dekonstruktion und Rekonstruktion des Klassikers von John Coltrane.
John Corbett von Corbett vs. Dempsey betrachtet „Love“ als eine Adaption, Übersetzung oder strukturelle Coverversion. Love sei wie A Love Supreme von ähnlich dringlicher Intensität, einem offenen Zeitgefühl, egalitärer Dynamik und starkem Fokus auf Klangfarben und Texturen sowie einem kraftvollen, hypnotisch-meditativen Antrieb geprägt. Doch nur selten würde es mit der spirituell-andachtsvollen Stimmung von A Love Supreme korrespondieren, die sich in einer deutlich freieren Form der freien Improvisation artikuliere. Man könne Love als unausweichlichen Abschluss der Entwicklung vom modalen Jazz hin zu einem höheren Grad an Chromatik und Atonalität im Free Jazz und nun zu einer abstrakteren, klangorientierten freien Improvisation betrachten. Diese zum Nachdenken anregende Version löse zwar keine epische, tiefe spirituelle Erfahrung aus, doch ihre eloquenten und kraftvollen Klangflächen können den Hörer dennoch zu einer tieferen, respektlosen Erkenntnis des Musizierens führen.
Love erkunde die Übergänge, die Coltranes Werk markierte, hieß es in African Paper. Dabei gehe es weniger um Wiedererkennbarkeit [der Vorlage] als um Verwandtschaft, um die ernsthafte und präzise Auseinandersetzung mit einem Werk, das für viele als spiritueller Meilenstein gilt. Die Musik von Das B. unterscheide sich klanglich deutlich, doch würde sie mit Coltrane eine Art konzentrierte Hingabe teilen.